# Thera atrinotata
Thera atrinotata là một loài bướm đêm trong họ Geometridae.